# مدن المنتجعات الصحية الأوروبية الكبرى
تعد مدن المنتجعات الصحية الأوروبية الكبرى أحد مواقع التراث العالمي العابرة للحدود وتتألف من مجموعة مختارة من 11 حمامات طبية في سبع دول أوروبية. تم تطويرها حول ينابيع المياه المعدنية الطبيعية. منذ أوائل القرن الثامن عشر حتى الثلاثينيات، شهدت أوروبا الغربية زيادة في ثقافة الحمامات والاستحمام، مما أدى إلى بناء منتجعات مميزة. غالبًا ما تشمل الحدائق والكازينوهات والمسارح والفيلات المحيطة بالينابيع والحمامات.

## الترشيح
أُدرجت مدينة باث في الأصل على قائمة التراث العالمي لليونسكو في عام 1987.  بدأت الجهود المبذولة لوضع المنتجعات الصحية الكبرى في أوروبا على قائمة التراث العالمي في عام 2012، وتم تقديم الترشيح في عام 2019. في 24 يوليو 2021، تم إدراج المنتجعات الصحية الكبرى في أوروبا رسميًا على قائمة التراث العالمي.

## قائمة مدن المنتجعات الصحية
| مدينة                          | دولة            | المعرف   | صورة |
| ------------------------------ | --------------- | -------- | ---- |
| بادن                           | النمسا          | 1613-001 |      |
| سبا                            | بلجيكا          | 1613-002 |      |
| فرانتيشكوفي لازني [الإنجليزية] | جمهورية التشيك  | 1613-003 |      |
| كارلوفي فاري                   | جمهورية التشيك  | 1613-004 |      |
| ماريانسكي لازني                | جمهورية التشيك  | 1613-005 |      |
| فيشي                           | فرنسا           | 1613-006 |      |
| باد إمس                        | ألمانيا         | 1613-007 |      |
| بادن بادن                      | ألمانيا         | 1613-008 |      |
| باد كيسينغن                    | ألمانيا         | 1613-009 |      |
| مونتيكاتيني تيرمي              | إيطاليا         | 1613-010 |      |
| باث                            | المملكة المتحدة | 1613-011 |      |

## وصلات خارجية
- مدن المنتجعات الصحية الأوروبية الكبرى مجموعة اليونسكو عن Google للفنون والثقافة